# جيمسون كورير
جيمسون كورير (بالإنجليزية: Jameson Currier)‏ (16 أكتوبر 1955، ماريتا في الولايات المتحدة)؛ صحفي وروائي أمريكي. درس في جامعة إيموري.